# Тервел (Шуменська область)
Те́рвел (болг. Тервел) — село в Шуменській області Болгарії. Входить до складу общини Хитрино.

## Населення
За даними перепису населення 2011 року у селі проживали 237 осіб, з них 154 особи (98,7%) — турки.
Розподіл населення за віком у 2011 році:
Динаміка населення: